# Creully sur Seulles
Creully sur Seulles ist eine französische Gemeinde mit 2.272 Einwohnern (Stand 1. Januar 2022) im Département Calvados in der Region Normandie. Sie gehört zum Arrondissement Bayeux und zum Kanton Thue et Mue.
Sie entstand mit Wirkung vom 1. Januar 2017 als Commune nouvelle durch die Zusammenlegung der bisherigen Gemeinden Creully, Saint-Gabriel-Brécy und Villiers-le-Sec, die in der neuen Gemeinde den Status einer Commune déléguée haben. Der Verwaltungssitz befindet sich im Ort Creully.

## Gliederung
| Ortsteil                    | ehemaliger INSEE-Code | Fläche (km²) | Einwohnerzahl zum 1. Januar 2022 |
| --------------------------- | --------------------- | ------------ | -------------------------------- |
| Creully (Verwaltungssitz)00 | 14200                 | 8,56         | 1.586                            |
| Saint-Gabriel-Brécy         | 14577                 | 7,44         | .0380                            |
| Villiers-le-Sec             | 14757                 | 2,71         | .0303                            |

## Sehenswürdigkeiten
- Creully:
  - Schloss Creully, Monument historique[3]
  - Schloss Creullet, Monument historique[4]
  - Kirche Saint-Martin, Monument historique[5]
- Saint-Gabriel-Brécy:
  - Schloss Brécy, Monument historique[6]
  - Reste einer ehemaligen Priorei, Monument historique[7]
  - Kirche Notre-Dame/Sainte-Anne, Monument historique[8]
- Villiers-le-Sec:
  - Schloss Banville-en-Villiers, Monument historique[9]
  - Kirche Saint-Laurent, Monument historique[10]

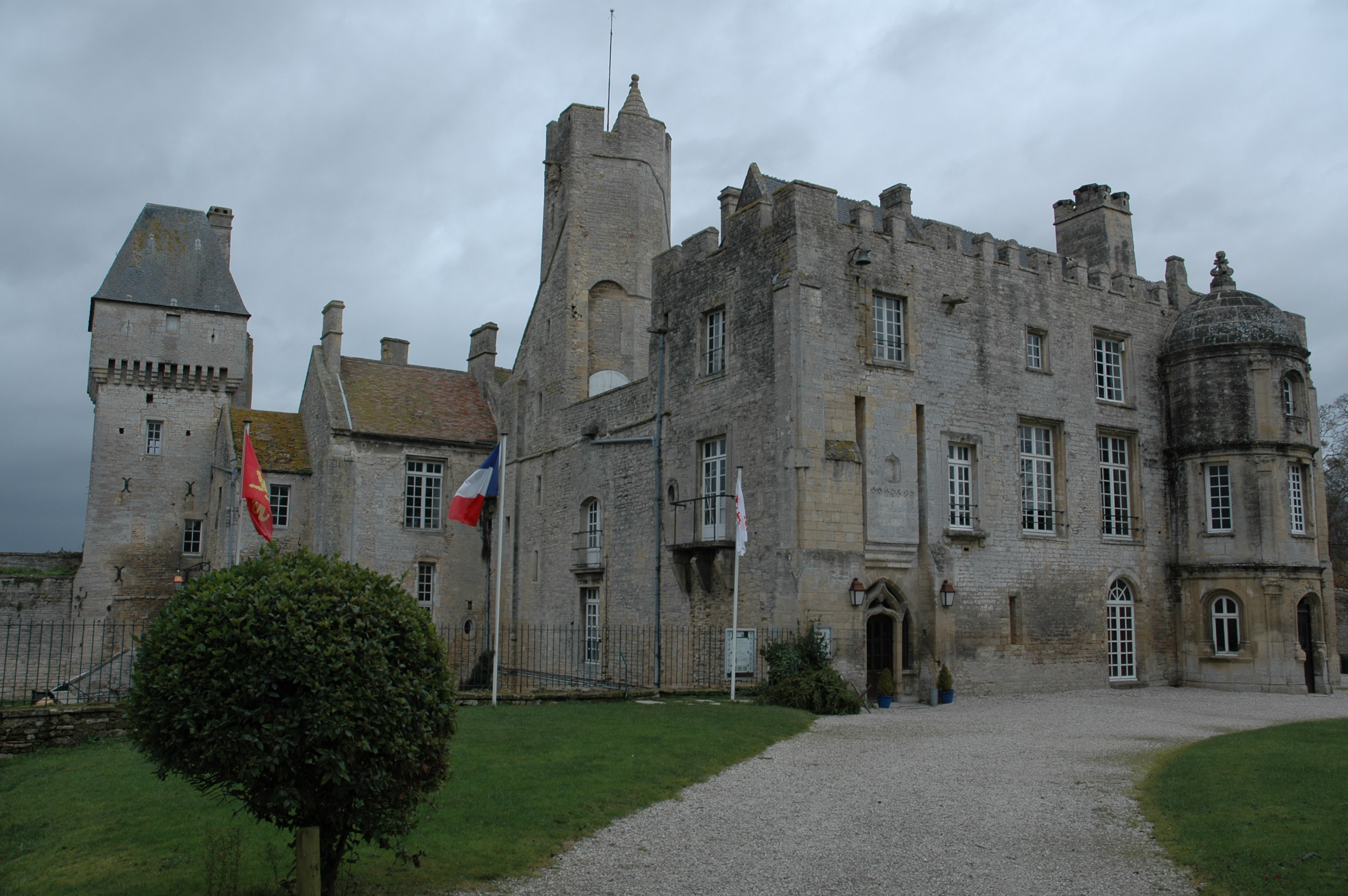
Schloss Creully
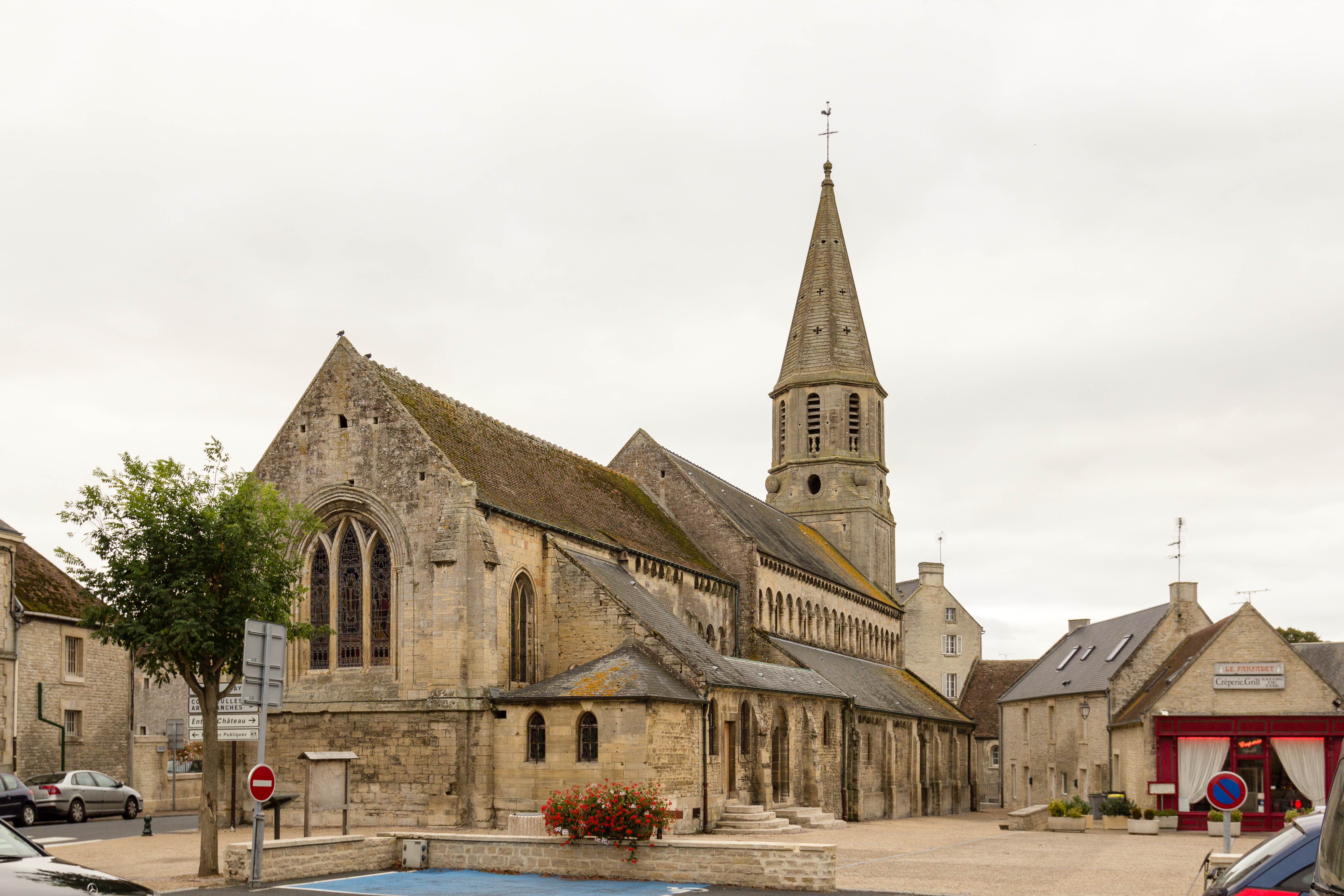
Kirche Saint-Martin in Creully
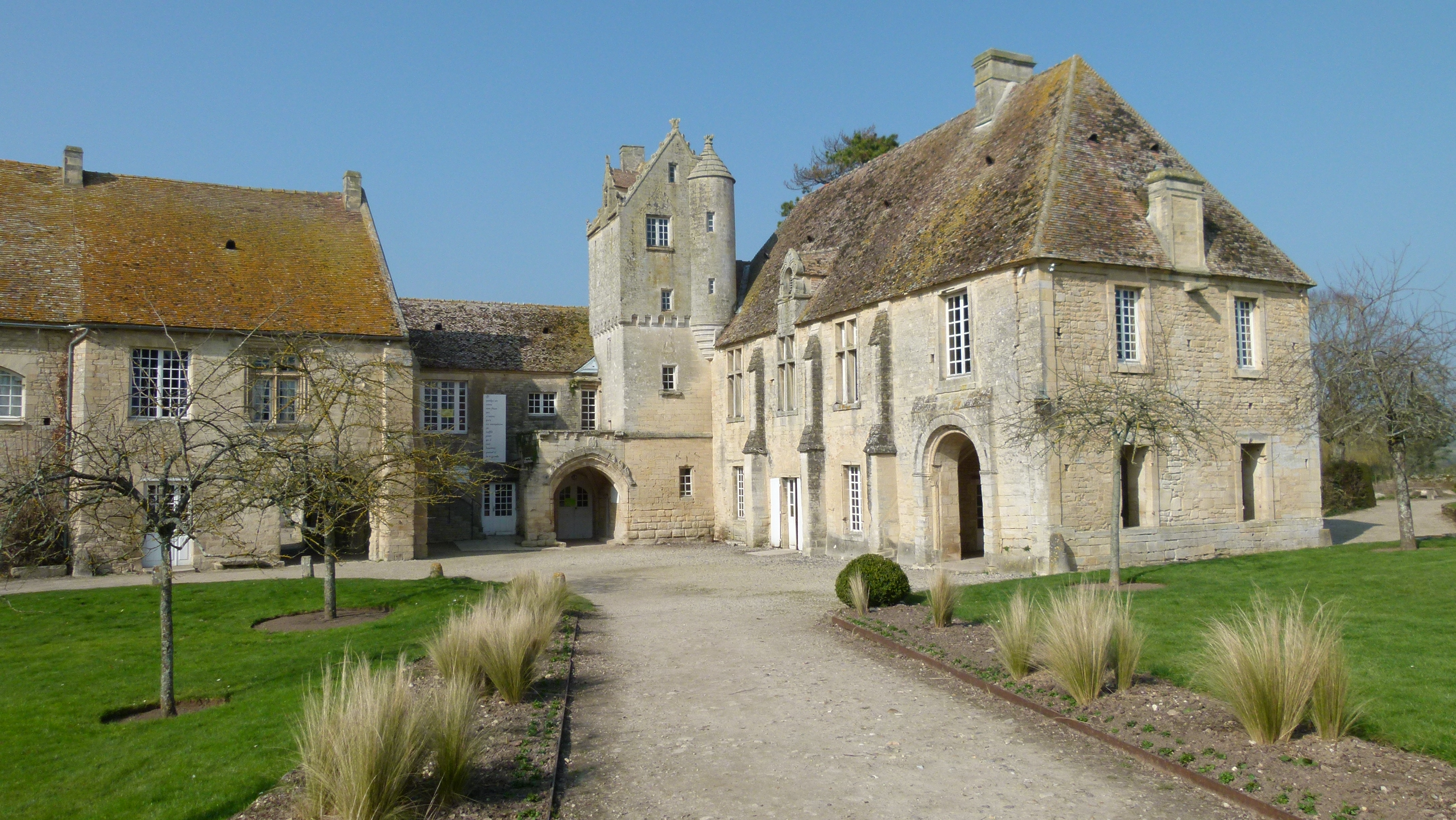
Gebäude der ehemaligen Priorei in Saint-Gabriel-Brécy
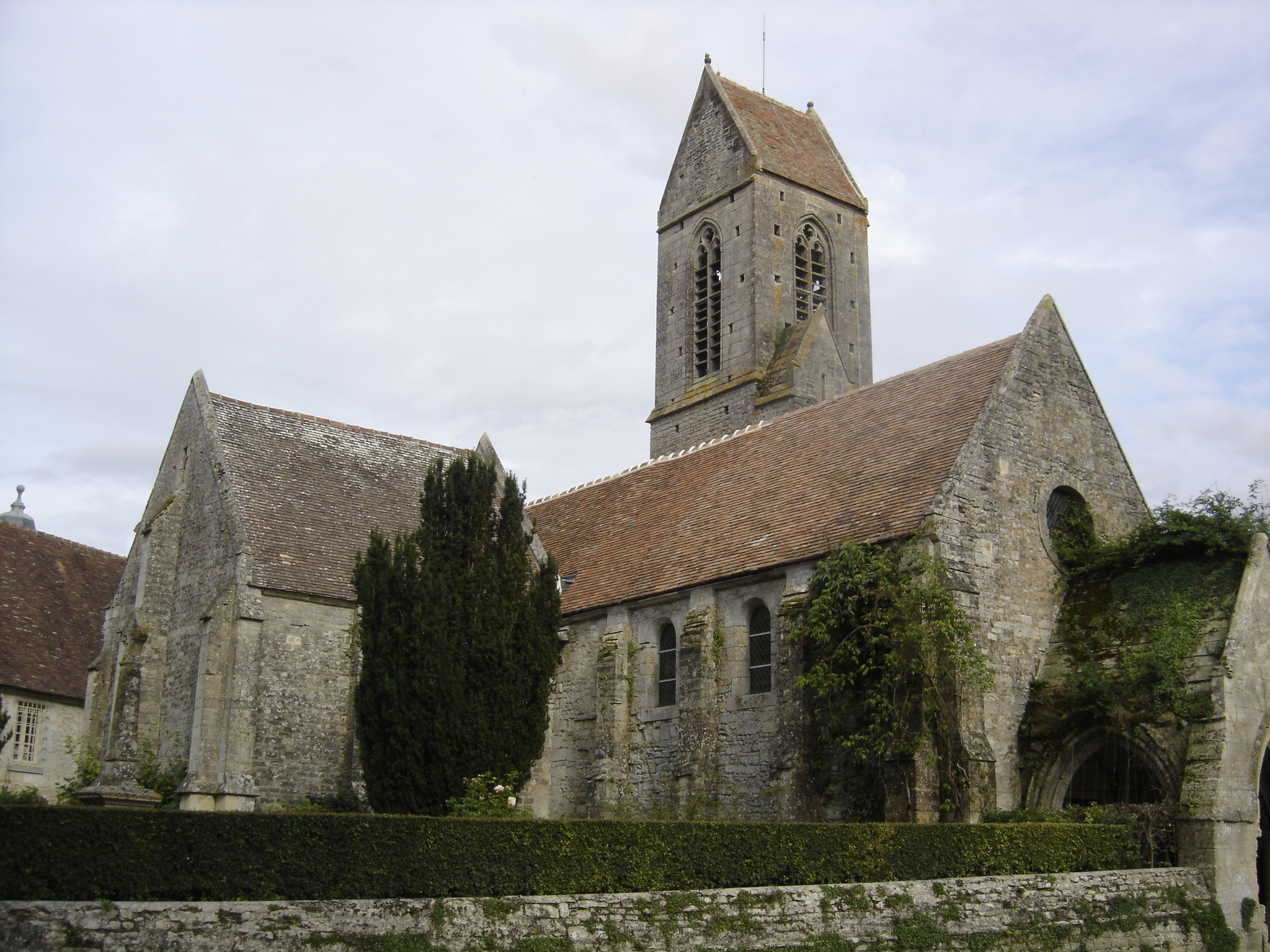
Kirche Notre-Dame/Sainte-Anne in Saint-Gabriel-Brécy
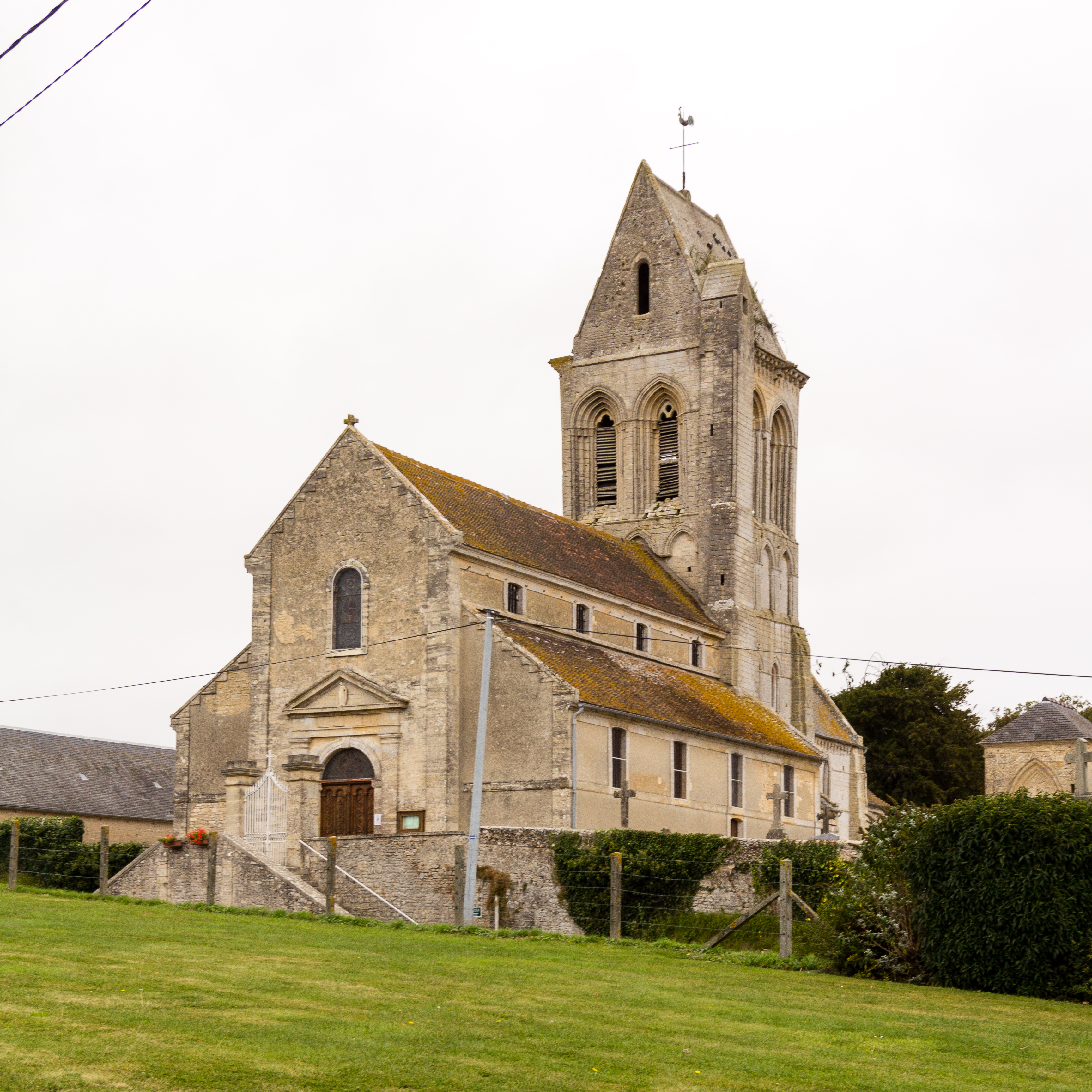
Kirche Saint-Laurent in Villiers-le-Sec